# المصريون (صحيفة)
المصريون صحيفة مصرية مستقلة يومية تصدر على شبكة الإنترنت.

## اتجاهها
- تتبنى الجريدة منهجا معارضا ، وتحرص على عرض وجهات النظر ويظهر هذا من خلال استعراض الكتاب الذين يحررون الجريدة، فمنهم ذوي التوجه الإسلامي بمختلف أطيافه: السلفيون والإخوان والوسط والأزهريون وغيرهم، ومنهم الليبراليون، ومنهم الأقباط.
- تهتم الجريدة بأحوال مصر وتطورات الحياة السياسية والاجتماعية وحالة حقوق الإنسان بها، كما تهتم بالقضايا الإقليمية والدولية. بالإضافة لعدد من مقالات الرأي والمقالات الأدبية وكذلك تغطية رياضية يومية.
- تعطي الجريدة عناية خاصة للشأن القبطي باعتبار الأقباط جزءا من نسيج الشعب المصري ويبرز هذا من خلال تغطية أخبار الكنيسة المصرية بصفة مستمرة وكذلك أنباء أقباط المهجر، كما يكتب بالجريدة العديد من الكتاب الأقباط.

رئيس تحرير الجريدة هو محمود سلطان وهو ذو نزعة شديدة لحزب النور السلفي وواضح أن لأفكاره تأثير شديد على عناوين الجريدة وقد تأثرت الجريدة تأثرا شديدا بخلاف حزب النور بمؤسسة الرئاسة حيث بدا واضحا انحياز الجريدة الشديد ضد مؤسسة الرئاسة في الفترة الأخيرة .

## أهم الكتاب
- محمود سلطان - (رئيس التحرير)
- جمال سلطان
- د. محمد عمارة - المفكر الإسلامي الكبير
- أبو العلا ماضي - رئيس حزب الوسط
- رفيق حبيب - كاتب قبطي مهتم بالشئون الإسلامية
- د. جابر قميحة - كاتب وشاعر وأستاذ في الأدب
- مؤمن الهباء
- د. سعيد إسماعيل على
- د. أيمن محمد الجندي - طبيب وكاتب
- د. نصار عبد الله
- د. أحمد دراج
- د. محمد جمال حشمت - من قيادات جماعة الإخوان المسلمين وعضو مجلس الشعب السابق عن دائرة دمنهور
- د. عصام العريان - من قيادات جماعة الإخوان المسلمين ومسئول المكتب السياسي للجماعة الجماعة
- د. عبد الفتاح ماضي - باحث في العلوم السياسية
- وحيد عبد المجيد
- خالد الطراولي
- د. حلمى محمد القاعود
- جمال أسعد عبد الملاك - كاتب قبطي
- د. وليم الميرى
- عبد العزيز محمود
- فراج إسماعيل - نائب رئيس تحرير العربية
- هناء مصطفى
- إيمان القدوسي
- ربيع الحافظ - معهد المشرق العربي
- د. عبد الله بن قاسم - كاتب بحريني
- صموئيل سويحة - صحفي
- محمد خليفة - كاتب إماراتي
- ناجي عباس
- الشيخ/ سعد الفقي
- إسلام شمس الدين
- محمد معافى المهدلي
- حسين العدوي
- ....محمد فتحي البهسموني «مجرد سؤال» القسم الرياضي
- ...فتحي مجدي كاتب مقال
- ...احمد إبراهيم كاتب مقال ينتمي للاخوان المسلمين
- ...إبراهيم رضوان.كاتب مقال
- ...حسام أبو العلا.كاتب مقال
- ...صلاح الامام.كاتب مقال
- ...احمد شاكر كاتب مقال

أبوابها ==
- لوجه الله - مقال رئيس التحرير
- وجهة نظر
- ضوء أخضر - عمود يومي لجمال سلطان
- أفق عربي
- رؤية
- رسالة اليوم
- الحياة السياسية
- شؤون دولية
- ديوان المظالم
- سجين سياسي
- دفتر أحوال الوطن
- رأي
- الصحافة المصرية
- الرياضة
- الصفحة الأخيرة

## وصلات خارجية
- موقع الجريدة على الإنترنت